# Juan Velasco Alvarado
Pour les articles homonymes, voir Alvarado et Velasco.
Juan Velasco Alvarado, né à Piura le 16 juin 1909 et mort à Lima le 24 décembre 1977, est un militaire et homme d'État péruvien. Il est président du Pérou entre 1968 et 1975 avec le titre de Président du Gouvernement révolutionnaire.

## Jeunes années
Fils de Manuel José Velasco et de Clara Luz Alvarado, il grandit au sein d’une famille paysanne modeste, et épouse Consuelo Gonzáles Arriola. Il intègre l’armée péruvienne, dans l’infanterie, en 1929, dont il gravit tous les échelons, de simple soldat à général. En raison de son excellente discipline, il est sélectionné pour entrer à l’école militaire de Chorrillos. En 1934, il sort parmi les meilleurs de sa promotion. Il conserve des liens étroits avec ses camarades, dont la plupart étudieront au Centre des Hautes Études militaires (CAEM). En 1965, il accède au grade de général de division.

## Gouvernement révolutionnaire militaire (1968-1975)

### Coup d’État
Devenu commandant général de l’armée, il est à la tête de la Junte militaire qui renverse sans violence le président Fernando Belaúnde Terry le 3 octobre 1968, après que celui-ci ait accepté un contrat jugé très favorable aux intérêts des compagnies pétrolières nord-américaines (qui sont aussitôt nationalisées par le gouvernement révolutionnaire).

### Réformes sociales et économiques
Velasco constitue un cabinet de ministres militaires, le « Gouvernement révolutionnaire des Forces armées ». Il nationalise les secteurs clé de l’économie, dont les banques, l'industrie pétrolière et les secteurs liés à l'exportation. Les pêcheries, les mines, les télécommunications, l’énergie, le pétrole, sont regroupés dans des conglomérats administrés par l’État (PescaPeru, MineroPeru, Petroperu, ElectroPeru, EntelPeru, etc.) ; le taux de change et le commerce extérieur sont placés sous l'autorité de l’État. 
La pierre angulaire de la politique économique du gouvernement est la réforme agraire (« paysan, le patron ne mangera plus en profitant de ta pauvreté », proclame Velasco Alvarado) visant à éliminer les grandes haciendas et qui consacre la redistribution de onze millions d'hectares aux paysans. Les anciens propriétaires crient à la confiscation, car les biens expropriés sont payés en bons non-négociables risquant de perdre toute valeur avec l’inflation.
Le régime de Velasco lance des investissements massifs dans l'éducation, élève la langue quechua - parlée par près de la moitié de la population mais jusque-là méprisée par les autorités - à un statut équivalent à celui de l'espagnol et instaure l'égalité des droits pour les enfants naturels. En 1974, une loi reconnait aux communautés indigènes dites « natives » des basses terres amazoniennes une juridiction collective sur le territoire et ses ressources.

### Autoritarisme politique
Le régime militaire, parfois appelé le « Velascato » par ses opposants, se caractérise aussi par un pouvoir autoritaire. Il tolère peu la dissidence, exilant, harcelant, parfois emprisonnant les dirigeants de partis d'opposition. Les médias, massivement opposés au régime, sont pour les principaux d'entre eux nationalisés en vertu d'une nouvelle loi sur la presse en 1974. Outre la bourgeoisie, Velasco rencontre l'opposition des mouvements d’extrême gauche, trotskystes et maoïstes, qui ne s'enthousiasme guère pour un « socialisme d'en haut » perçu comme destiné à prévenir les dangers d'un « socialisme d'en bas ». En revanche, le gouvernement est soutenu par le Parti communiste et l'essentiel du mouvement syndical (2190 syndicats se créent dans les usines entre 1968 et 1975). Il entreprend par ailleurs une réconciliation avec les guérillas de gauche du début des années 1960, dont un ancien combattant, Bejar Rivera, est nommé au gouvernement.

### Politique étrangère

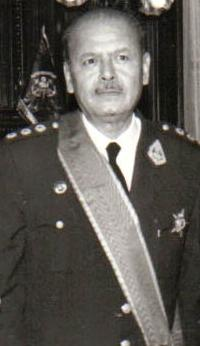
Velasco en 1973.

En politique extérieure, contrastant avec les dictatures militaires latino-américaines de cette époque, qui sont de droite pour la plupart, il établit un partenariat avec le bloc socialiste ainsi que des relations diplomatiques avec Cuba et la Chine, et achète du matériel militaire soviétique et français pour moderniser l’armée péruvienne. Ceci lui vaut l’hostilité des États-Unis, qui répondent par des pressions commerciales, économiques et diplomatiques. En 1973, le Pérou semble triompher du blocus financier imposé par Washington en négociant un prêt auprès de la Banque internationale de développement afin de financer sa politique de développement agricole et minier. Les relations avec le Chili se distendent fortement après le coup d’État du général Pinochet. 

### Difficultés économiques
En économie, la politique du gouvernement de Velasco s’avère relativement inefficace, en dépit d'une certaine amélioration du niveau de vie des classes populaires et du développement industriel. La pêche et l’agriculture sont des échecs particulièrement patents. PescaPeru surpêche l’anchois qui sert principalement pour la production de farine de poisson et est un élément-clé dans l’écosystème marin péruvien. La production atteint des records pendant les premières années mais s’ajoutant aux effets du phénomène El Niño de 1972, cela conduit à une chute vertigineuse des prises à tel point qu'il faudra plus d’une décennie pour retrouver un niveau d’activité correct. La dette de l’État et la politique inflationniste contraignent à dévaluer la monnaie. De plus, la réforme agraire, ambitieuse mais mal conduite, se traduit par la création de milliers de fermes sans capitaux, ce qui désorganise la production agricole. En outre, les circuits de distribution sont sujets à des actes de sabotage, d'une tendance à la spéculation et à la contrebande, générant des pénuries périodiques et du rationnement. 

### Coup d’État contre Velasco
Ces difficultés économiques et l’opposition politique croissante après le coup porté à la presse en 1974 finissent par affaiblir le gouvernement Velasco et conduisent à sa chute. Le général Edgardo Mercado Jarrin (Premier ministre et commandant en chef de l’armée) et l’amiral Guillermo Faura Gaig (ministre de la marine) échappent tour à tour, à quelques semaines d'intervalle, à une tentative d'assassinat. Le 29 août 1975, un groupe de commandants militaires importants (des 1re, 2e, 3e, 4e, et 5e régions militaires) provoque un coup d’État, surnommé le Tacnazo car il a lieu dans la ville de Tacna au sud du pays. Les commandants déclarent que Velasco a échoué à atteindre les buts de la « Révolution péruvienne » et est dans l’incapacité de rester à son poste.
Le général Francisco Morales Bermúdez Cerruti, alors président du Conseil des ministres, relève Velasco de ses fonctions et est nommé président, par une décision unanime de la nouvelle junte militaire. Il prend pour prétexte la mauvaise situation économique et la santé fragile de Velasco, à qui on a dû amputer une jambe en 1973 à la suite d'une embolie et dont on dit que les facultés cognitives sont affectées par des problèmes circulatoires. Ce dernier se trouve alors en convalescence à Chaclacayo, près de Lima. Il décide de se réunir avec son conseil des ministres mais il se rend compte qu’il n’y a pratiquement plus rien à faire. Il rédige un dernier discours à la nation dans lequel il fait part de sa décision de ne pas opposer de résistance.
Écarté du pouvoir, Velasco meurt à l’Hôpital militaire de Lima en 1977.